# Rise... Then Rest
Rise... Then Rest es el nombre del segundo álbum del grupo de thrash metal español Crisix, publicado el 30 de abril de 2013. Supuso su mejor posición en las listas de ventas hasta la fecha, ya que se situó en el puesto 63 del Top 100 álbumes de España.

## Grabación y publicación
Crisix comenzaron el 6 de noviembre de 2012 la grabación de este segundo disco en los estudios Moontower de Barcelona con Javi Félez (Graveyard) como productor e ingeniero. La mezcla y el masterizado han corrido a cargo de Erik Rutan (Hate Eternal, Morbid Angel) en sus estudios Mana Recordings (Cannibal Corpse, Nile, Agnostic Front, Malevolent Creation, Fueled By Fire) de Florida.
El primer single del disco, "Bring 'em to the Pit", fue publicado el 10 de abril de 2013 con su respectivo vídeo musical.

## Lista de canciones
1. I.Y.F.F.
2. Rise… Then Rest
3. Bring 'Em To The Pit
4. Those Voices Shall Remain
5. One By One
6. Frieza The Tyrant
7. Seven
8. Army Of Darkness
9. Volcano Face
10. Scars Of The Wolf
11. Waldi Gang

## Personal
- Juli Baz - vocales
- Marc Busqué - guitarra
- Albert Requena - guitarra
- Javi Carrión - batería
- Marc Torras - bajo